# 경양궁

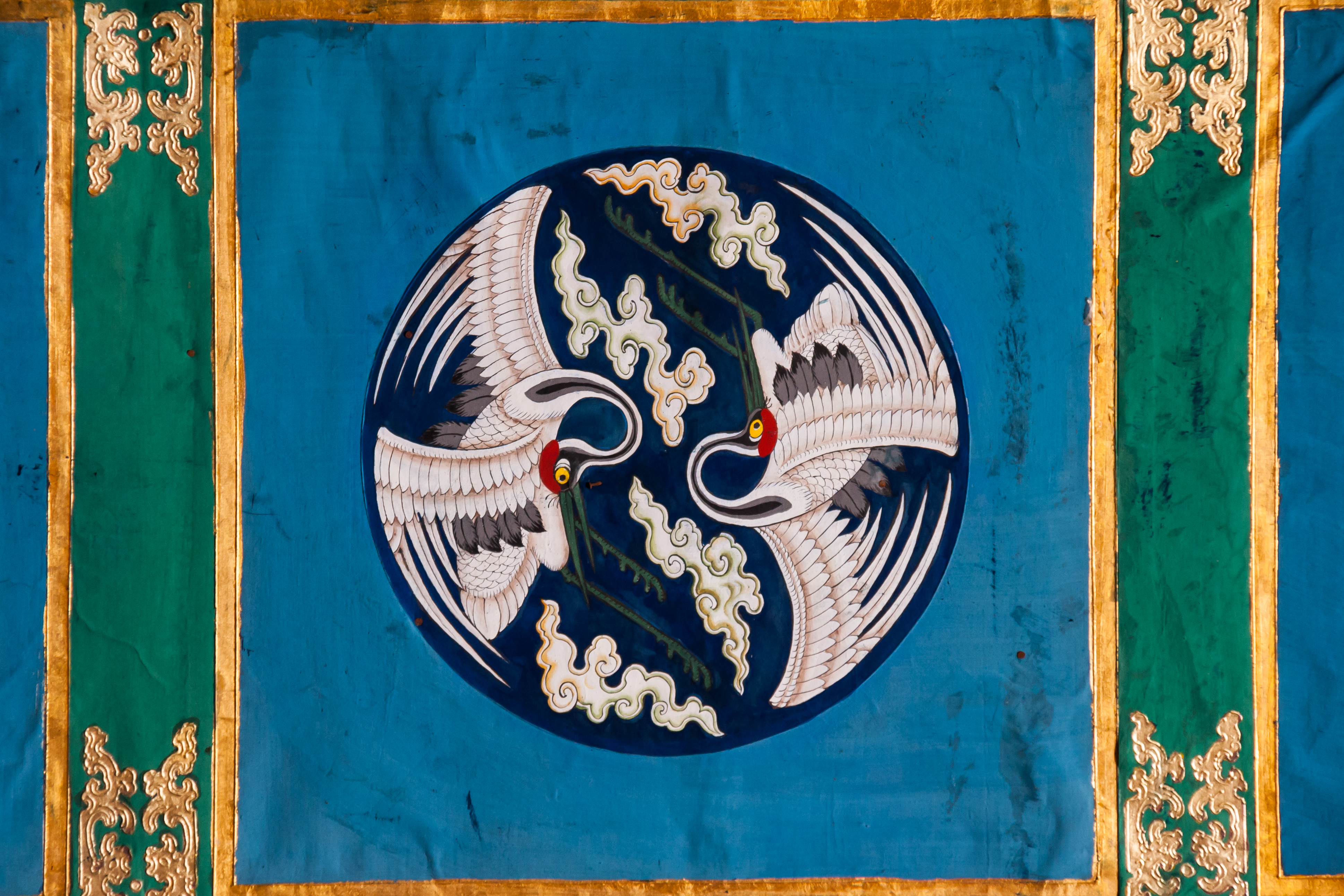
경양궁 쌍학문천화

경양궁(景陽宮)은 자금성 내정 동6궁의 하나로, 동6궁 구역 동북쪽 모퉁이에 위치해있다.

## 역사
경앙궁은 자금성 내정 동6궁 중 하나로, 종수궁의 동쪽, 영화궁의 북쪽에 위치한다. 명 영락 18년(1420년)에 건립되었는데, 당시의 이름은 '장양궁(長陽宮)'이었다. 가정 14년(1535년) '경양궁(景陽宮)'으로 개칭하였다. 청나라가 명나라의 옛 제도를 답습하여 강희 25년(1686년)에 중수하였다. 명나라 때 경양궁은 후궁이 머물렀지만, 청나라 때는 책을 저장하는 곳으로 바꾸었다.
경양궁은 동6궁의 북동쪽에 위치하여, 팔괘 중 북동쪽 간위에 해당하는데, 《주역(周易)》에서는 "其道光明", 경양은 경양곤명을 뜻한다.
경양궁 정전(正殿) 앞 처마에는 '경양궁'이라는 가파른 현판이 걸려 있다. 건륭 6년(1741년), 건륭제는 영수궁의 가파른 현판 모양으로 11면 현판을 만들어 직접 써서 동6궁, 서6궁은 영수궁을 제외한 11궁의 정전(正殿)에 각각 걸도록 명하였다. 건륭제가 다시 명령을 내려 "자계한 후 천만 년이 된다함부로 움직이지 말 것, 즉 비빈이 다른 궁으로 옮겨가거나 바꾸지도 말 것"이라고 말했다.
1987년 8월 24일, 경양궁은 낙뢰로 인한 화재로 일부 건물이 타버렸다. 후에 경양궁을 중수하고 피뢰침을 설치했다. 이 경양궁 화재는 중화인민공화국 창건 이래 고궁에서 발생한 가장 큰 화재이다.
경양궁은 매년 고궁박물관의 소장하고 있는 법랑기 유물을 전시했다. 2008년 베이징올림픽때 경양궁에서 「금소운휘--고궁박물관 소장 청나라 금은기전」이란 이름으로 고궁박물관 소장 금은기를 전시했고, 이후 경양궁은 고궁박물관 금은기관으로 바뀌었다. 원래 고궁박물관에 있던 금발탑은 경양궁에 있던 금은기관이 개관한 후, 금은기관으로 옮겨 전시했는데, 이 탑은 건륭제가 모친 숭경황태후가 죽은지 한달도 안돼 조서를 내려 만든 금탑으로, 숭경황태후의 생전 빗질한 머리카락을 담은 아름답고 정교한 탑이다.

## 경양궁의 주요 건축물
경양궁은 이진원으로, 명나라 초창기때의 구조를 유지하고 있다. 주요 건물로는 다음과 같다.

### 경양문(景陽門)
경양궁의 정문. 남향

### 경양궁(景陽宮)
경양궁의 정전. 면적은 3칸이고, 황유리기와무전 꼭대기는 동6궁의 다른 오궁과는 지붕 형태가 다르다. 처마 끝자락에 다섯개의 동물상이 있고, 처마 밑엔 공포가 있으며, 용과 새채화가 그려져있다. 명간에 문을 열고, 차간은 유리창을 설치했다. 명간 실내에는 건륭제 제작 "유가숙경(柔嘉肅敬)"이라는 현판이 걸려있다. 천화는 쌍학 도안이고, 처마에는 선자 채화가 그려져 있으며, 실내에는 벽돌을 바닥에 깔았다. 경양궁 앞에는 플랫폼이 설치되어 있다. 동실과 서실에는 건륭제 어필의 대련이 있는데 동실에는 “生機對物觀其妙，義府因心獲所寧”, 서실에는 “蜃牕日朗蘭噴霧，雞樹風清玉藹春”이라 써있다. 또다른 대련에는 "“书圃礼园无斁好，瓯香研净有余欣”라고 써있다.

#### 동 · 서배전 (東 · 西配殿)
경양궁 앞에 위치해있다. 면적은 3칸이며, 모두 명간으로 문을 열 수 있고, 황유리기와경산정과 처마 밑에 선자채화가 그려져있다.

### 어서방(御書房)
후원의 정전으로, 면적은 5칸이며, 명간으로 문을 열고, 황유리기와경산정상이다. 차간(次間)과 초간(梢間)에는 함벽(艦壁) · 남창(南倉)이 설치되어있고, 처마 밑에 공포가 설치되어 있으며, 용과 새채화가 그려져있다. 청 건륭 연간, 송 고종의 책인 《모시(毛詩)》와 마화(馬和)가 그린 《시경도권(詩經圖權)》이 이곳에 소장되어있어, '학시당(學詩堂)'이라는 당호를 내렸다. 동6궁과 서6궁에 설날마다 걸렸던 《궁훈도(宮訓圖)》가 원래 이곳에 소장되어 있었다. 어서방 대련은 '고향기피탈도서윤(古香披拂圖書潤), 원기충융물상화(元氣衝融物象和)'다.

#### 정관재(靜觀齋)
어서방 앞에 있는 동배전(東配殿). 면적은 3칸이며, 명간으로 문을 열고, 황유리기와경산정이다. 처마 밑에 선채화가 그려져있다. 앞처마에 '정관재(靜觀齋)'라는 가파른 현판이 걸려있다.

#### 고감재(古鑑齋)
어서방 앞의 서배전(西配殿). 면적은 3칸이며, 명간으로 문을 열고, 황류이기와경산정이다. 처마 밑에 선채화가 그려져 있다. 앞처마에 '고감재(古鑑齋)'라는 가파른 현판이 걸려있다.

#### 정정(井亭)
후원 남서쪽 모퉁이에 있는 정자. 어서방 서배전의 동쪽, 정전 경양궁의 북쪽에 있다.

## 경양궁에 기거했던 후궁

### 명나라

#### 만력제
- 공비 왕씨 : 왕씨는 본래 만력제의 생모인 자성황태후의 궁녀로, 우연한 기회에 만력제의 성은을 입어, 훗날 태창제가 되는 주상락을 임신하였으나, 왕씨는 "공비(恭妃)"라는 휘호만 받았을 뿐, 총애를 받지 못하였고, 이후, 경양궁에 살았지만, 마치 냉궁에 보내진 것같았고, 그녀의 소생인 황장자 주상락은 조정 대신들때문에 황태자로 봉해졌지만, 만력제는 생모와의 연락하는 것을 금지시켰다. 이것을 안 공비 왕씨는 경양궁에서 밤낮으로 눈물을 흘리다가, 후에는 눈을 부릅뜨고 곡을 하였다. 만력 39년 (1611년) 9월, 공비 왕씨가 중태에 빠졌다는 소식을 들은 태자 주상락은, 만력제에게 생모의 병문안을 허가해달라 하였고, 허락을 받자 주상락은 굳게 잠긴 경양궁 문을 열고 어머니를 만났고, 헤어져야할 무렵, 시력을 잃은 공비 왕씨는 주상락의 옷자락을 잡고 울면서 "아들이 이렇게 자랐느냐"라는 마지막 말을 하고는 세상을 떠났다. 태창제는 재위 한달만에 홍환안으로 폭사하였고, 천계제가 즉위하여 공비 왕씨에게 "효정온의경양정자참전윤성황태후(孝靖溫宜敬兩貞慈參天尹聖皇太后)"라는 시호를 올리고 정릉을 이장하였다.

### 청나라
어서방과 장서처로 사용했기 때문에, 경양궁에 거처한 후궁은 없었다.

## 같이 보기
- 자금성
- 동6궁

- 승건궁(承乾宮)
- 경인궁(景仁宮)
- 종수궁(鍾粹宮)
- 영화궁(永和宮)
- 연희궁(延禧宮)